# 总状垂头菊
总状垂头菊（学名：Cremanthodium botryocephalum）为菊科垂头菊属的植物，是中国的特有植物。分布于中国大陆的西藏等地，生长于海拔3,100米的地区，见于山坡，目前尚未由人工引种栽培。